# سیارک ۱۰۳۵۵
سیارک ۱۰۳۵۵ (به انگلیسی: 10355 Kojiroharada، نامگذاری:1993EQ) ده هزار و سیصد و پنجاه و پنجمین سیارک کشف شده‌است که در ۱۵ مارس ۱۹۹۳ کشف شد.
قدر مطلق سیارک برابر ۱۴٫۰۰ است.